# Szélességi bejárás

Animált példa a szélességi bejárásra

A szélességi bejárás vagy szélességi keresés (breadth-first search, BFS) egy fa vagy gráf típusú adatszerkezet bejárására vagy keresésére szolgáló algoritmus. A fa gyökerénél (vagy egy gráf tetszőleges csomópontjánál, amelyet néha „keresési kulcsnak” hívnak) kezdődik, és megvizsgálja az összes szomszédos csomópontot (csúcsot) a jelenlegi szinten, mielőtt a következő szintekre lépne. 
Ellentettje a mélységi bejárás, amely legelőször a csomópont ágát járja be a gyökérig, mielőtt rátérne a keresztező elágazásokra.
A szélességi bejárást és annak alkalmazását gráfok összefüggő komponenseinek megtalálására 1945-ben jegyezte fel Konrad Zuse (elutasított) PhD-disszertációjában a Plankalkül programozási nyelvről, bár ezt 1972-ig nem tették közzé. 1959-ben Edward F. Moore újraformálta, és arra használta, hogy megtalálja egy labirintusból kivezető legrövidebb utat, majd C. Y. Lee később huzalvezetési algoritmussá fejlesztette ki (1961-ben publikálta).

## Pszeudokód
Bemenet: egy G gráf, és a gráf kezdőpontja.
Kimenet: Célállapot. A szülő-kapcsolatok meghatározzák a gyökérhez vezető legrövidebb utat.
```
1 
eljárás
 szélességi bejárás(
G
, 
kezdőpont
) =
2   legyen 
Q
 egy 
sor

3   
kezdőpont
 felcímkézése felfedezettként
4   
Q
.hozzáad(
kezdőpont
)
5   
amíg
 
Q
 nem üres 
csináld

6     v := 
Q
.kiemel()
7     
ha
 
v
 a cél 
akkor

8       
return
 
v

9     
ciklus
 minden 
él
 a 
G
.szomszédosÉlek(
v
)-ben 
v
 és 
w
 között 
csináld

10      
ha
 
w
 nem címkézett 
akkor

11        
w
 felcímkézése felfedezettként
13        
Q
.hozzáad(
w
)
```

### További részletek
A nem-rekurzív szélességi bejárás implementációja hasonló a mélységi bejáráséhoz, de két pontban különbözik tőle: 
1. verem helyett FIFO sort használ, és
2. egy csomópont hozzáadása előtt ellenőrzi, hogy fel lett-e már fedezve, ahelyett hogy a csúcs kiemeléséig késleltetné ezt az ellenőrzést

Ha G egy fa, akkor a szélességi bejárás sorát veremmé változtatva a mélységi bejárás algoritmusát kapjuk.
A Q sor tartalmazza azt a határt, amely mentén az algoritmus jelenleg keres. 
A csomópontok felfedezettként való felcímkézésére több módszer van, például egy attribútumot lehet rendelni mindegyikhez, vagy egy halmazban lehet tárolni a felfedezett csomópontokat.
Az egyes csomópontok szülői (parent node) felhasználhatóak a csúcsok legrövidebb úton való eléréséhez, például egy útvonal meghatározásához a céltől a kezdő csomópontig, miután a szélességi bejárás lefutott és a megfelelő attribútumok be lettek állítva. 
A szélességi bejárás úgynevezett szélességi bejárási fát hoz létre, mint ahogy az alábbi példában is látható.

### Példa
Az alábbiakban egy példát láthatunk a szélességi bejárási fára, amelyet az algoritmus futtatásával nyerünk. A bevitel német városokat tartalmaz, a kezdőpont Frankfurt.

Dél-Németország térképe a városok közötti kapcsolatokkal

A szélességi bejárási fát akkor kapjuk, amikor az algoritmus lefut az adott térképen

## Elemzés

### Idő- és térkomplexitás
Ha {\displaystyle |V|} a csúcsok száma és {\displaystyle |E|} a grafikon éleinek száma, az időkomplexitás {\displaystyle O(|V|+|E|)}, mivel a legrosszabb esetben minden csúcsot és élet bejárunk. Vegyük figyelembe, hogy {\displaystyle O(|E|)} a bemeneti grafikontól függően {\displaystyle O(1)} és {\displaystyle O(|V|^{2})} között változhat.
Ha a gráf csúcsainak száma idő előtt ismert, és további adatszerkezeteket használunk annak meghatározására, hogy mely csúcsokat jártunk már be, akkor a térkomplexitás kifejezhető mint {\displaystyle O(|V|)}, ahol {\displaystyle |V|} a csúcsok száma. Ez kiegészül a magának a grafikonnak a szükséges helyével, amely az algoritmusban használt grafikonábrázolástól függ. 
Ha olyan grafikonokkal dolgozik, amelyek túl nagyok az explicit tároláshoz (vagy végtelenek), célszerűbb másképpen meghatározni a komplexitást: hogy megtaláljuk a kezdőponttól d távolságra lévő csúcsokat (a bejárt élek számában mérve), az algoritmus O(bd + 1) időt és memóriát vesz igénybe, ahol b a grafikon „elágazási tényezője” (branching factor; a gyermekek száma minden csúcsnál).

### Teljesség
Az algoritmusok elemzésében a szélességi bejárásba való bemenetet véges gráfnak tekintik, amelyet explicit szomszédsági listaként / mátrixként vagy hasonlóként ábrázolnak. A gyakorlatban azonban (például a mesterséges intelligenciában történő gráfbejárásban) a bemenet lehet egy végtelen gráf implicit ábrázolása. Ekkor a keresési módszert akkor tekintjük teljesnek, ha garantáltan megtalálja a célállapotot, ha az létezik. A szélességi bejárás teljes, de a mélységi keresés nem (az utóbbi elvesztődhet a gráf olyan részeiben, amelyeknek nincs célállapota).

## Rendezettség
A gráf csúcsainak felsorolását BFS-rendezettnek tekintjük, ha ez egy lehetséges kimenete a gráfra alkalmazott BFS-algoritmusnak. 

## Alkalmazásai
A szélességi bejárás számos probléma megoldására használható a gráfelméletben, például: 
- Szemétgyűjtés másolása, Cheney-algoritmus
- Két u és v csomópont közötti legrövidebb út megkeresése, az út hosszát az élek számával mérve (előnye a mélységi kereséshez képest)[3]
- (Fordított) Cuthill–McKee-hálószámozás
- Ford–Fulkerson-módszer a maximális áramlás kiszámításához egy áramlási hálózatban
- Bináris fa szerializációja/deszerializációja versus szerializáció rendezett sorrendben; lehetővé teszi a fa hatékony újrakonstruálását
- Hibafüggvény építése az Aho-Corasick-mintakeresőben
- Egy páros gráf kétoldalúságának tesztelése.

## Fordítás
Ez a szócikk részben vagy egészben  a   Breadth-first search című angol Wikipédia-szócikk ezen változatának fordításán alapul.  Az eredeti cikk szerkesztőit annak laptörténete sorolja fel. Ez a jelzés csupán a megfogalmazás eredetét és a szerzői jogokat jelzi, nem szolgál a cikkben szereplő információk forrásmegjelöléseként.